# Sezimovo Ústí
Sezimovo Ústí é uma cidade checa localizada na região da Boêmia do Sul, distrito de Tábor.